# Friso Kramer

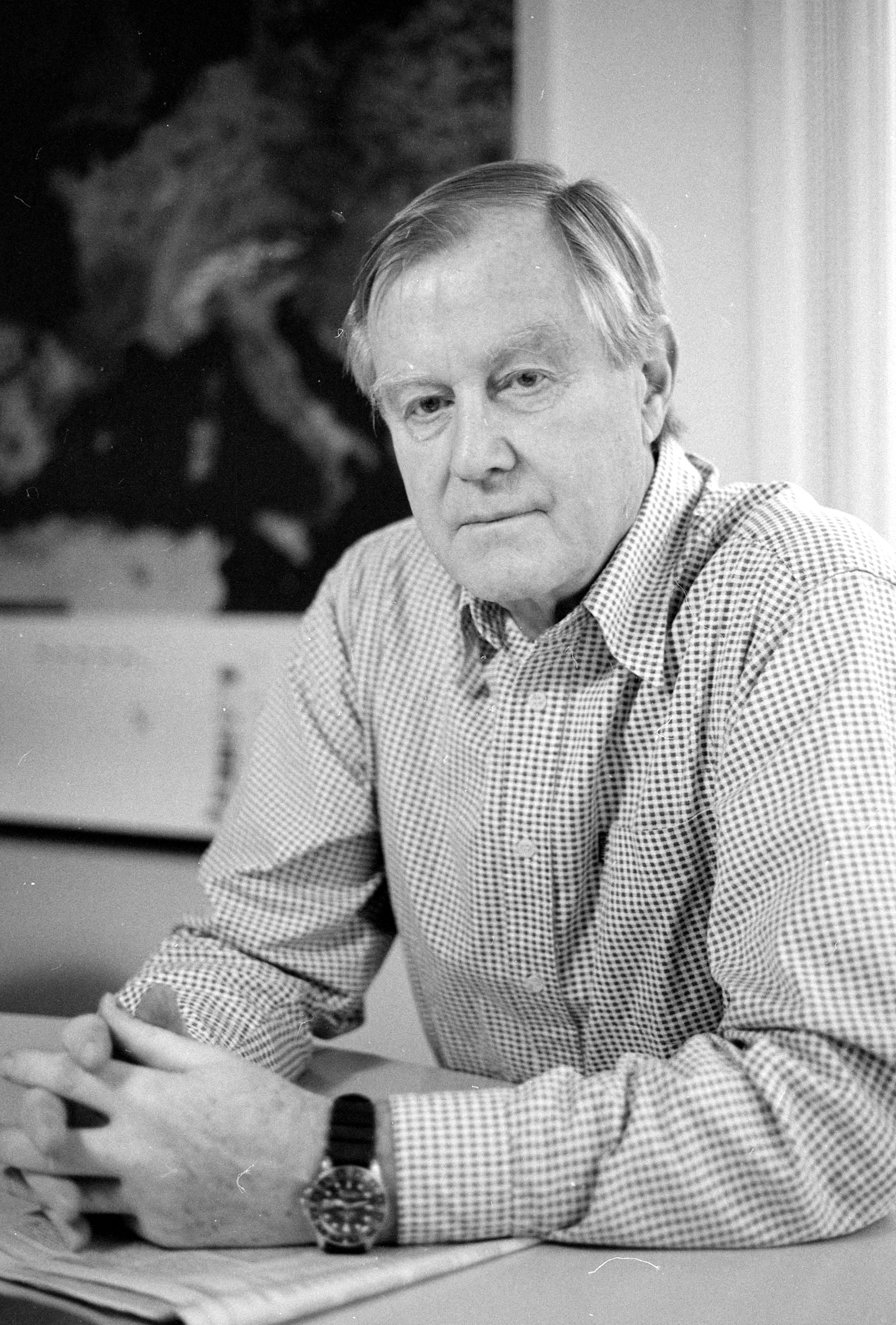
Friso Kramer, Amsterdam 1992

Friso Kramer (* 13. August 1922 in Amsterdam; † 14. Februar 2019 ebenda) war ein niederländischer Industrie- und Möbeldesigner, Innenarchitekt und Hochschullehrer.

## Leben
Friso Kramer war der Sohn des Architekten Pieter Lodewijk Kramer. In den Jahren 1941 bis 1943 studierte er Innenarchitektur am Institut voor Kunstnijverheidsonderwijs Amsterdam. Er war Schüler u. a. von Johan Niegeman und Mart Stam. 1943 beteiligte sich Kramer an den Aktivitäten der von dem Bildhauer Gerrit Jan van der Veen nach der deutschen Besetzung der Niederlande im Zweiten Weltkrieg initiierten Widerstandsorganisation Persoonsbewijzencentrale. Die Organisation fertigte u. a. falsche Ausweispapiere an. Nach Kriegsende arbeitet er bis 1948 zunächst im Architekturbüro von Jan Piet Kloos in Haarlem. Danach war er drei Monate als Matrose auf dem als Truppentransporter genutzten Passagierschiff Johan van Oldenbarnevelt unterwegs.

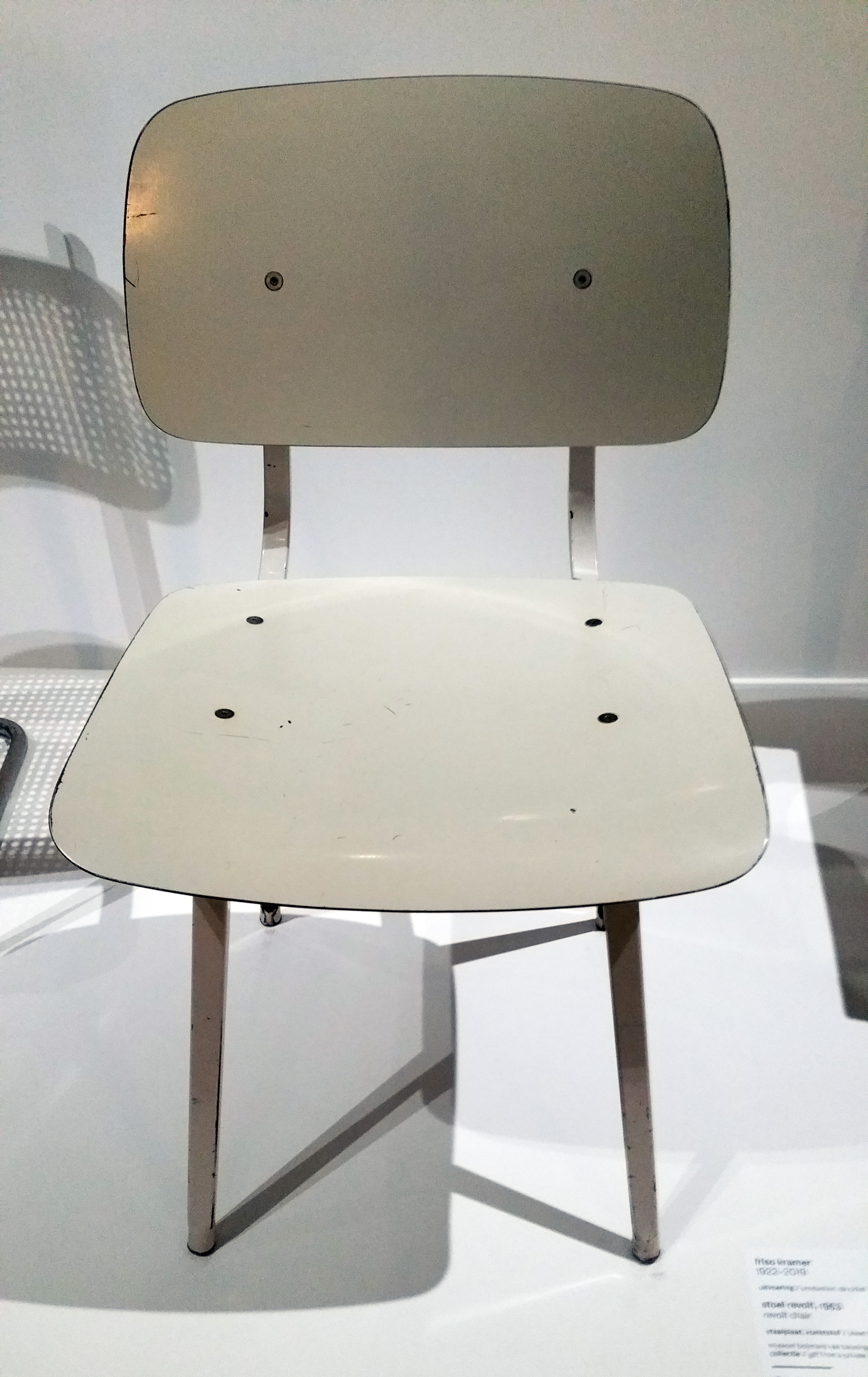
Stuhl Revolt, 1953

Nach seiner Rückkehr gründete Kramer zusammen mit Frans Paulussen ein Büro für Innenarchitektur. Noch 1948 beendete er die Zusammenarbeit wieder und wurde Mitarbeiter des Möbelherstellers De Cirkel (später Ahrend Groep), für den er seit den 1950er Jahren zahlreiche, zum Teil noch heute produzierte Klassiker des niederländischen Möbeldesigns entwarf. 1963 unterbrach Kramer die Tätigkeit für Ahrend und gründet zusammen mit Willem Hendrik Crouwel, Dick und Paul Schwarz sowie Benno Wissing das Designbüro Total Design (heute Total Identity). In den folgenden Jahren entstanden u. a. Sitz- und Schlafzimmermöbel für den Möbelhersteller Wilkhahn, Innenraumausstattungen, Lampen, Geschirr und Verpackungsdesign. Um 1970 verließ Kramer Total Design, da sich das Büro vor allem auf das klassische Grafikdesign und die Gestaltung von visuellen Erscheinungsbildern (Corporate Design) konzentrierte. In den Jahren 1971 bis 1983 war er wieder Mitarbeiter und Art-Direktor bei der Ahrend Groep. Danach war er freischaffend tätig. 
Friso Kramer lehrte in den Jahren 1962 bis 1966 und 1990 bis 1991 an der Königlichen Akademie der bildenden Künste Den Haag.

## Werk
Mit dezidiert auf die Funktion ausgerichteten und auf eine schlichte Formensprache reduzierten Möbelentwürfen gilt Friso Kramer als einer der bedeutenden niederländischen Designer der 1950er und 1960er Jahre. Zu seinen bekanntesten, auch international erfolgreichen Entwürfen gehören die Stühle Revolt (1953) und Result (1958), die Sessel Repose und Resort (beide 1960), der Drehsessel Kuip (1966) sowie die Tische Reform (1955) und Rotonde (1959). Für Wilkhahn konzipiert Kramer 1967 die serielle Sitzbank WKH (Model 120/2), die bis heute international an zahlreichen öffentlichen Orten wie Bahnhöfen oder Flugplätzen verwendet wird. Seine kegelförmigen Straßenlampen, die er für die Stadt Den Haag entworfen hat, sind Klassiker des Urbandesigns.

## Auszeichnungen
1979 wurde Friso Kramer von der Royal Society of Arts London zum Royal Designer for Industry ernannt. 1985 wurde er Ehrenmitglied des Kring Industrieele Ontwerpers und 1992 der Königlichen Akademie der bildenden Künste Den Haag.

### Weitere Preise
- 1958–1960: Het Gouden Kenteken
- 1961: de BKI-Preis (Bond voor Kunst en Industrie)
- 1968–1973: mehrmals Preis Die Gute Form, Bundesrepublik Deutschland
- 1983: Piet Zwart Preis
- 1990: Kho Liang Ie Preis
- 1991: David Roëll Preis

## Werke in Museen und Sammlungen

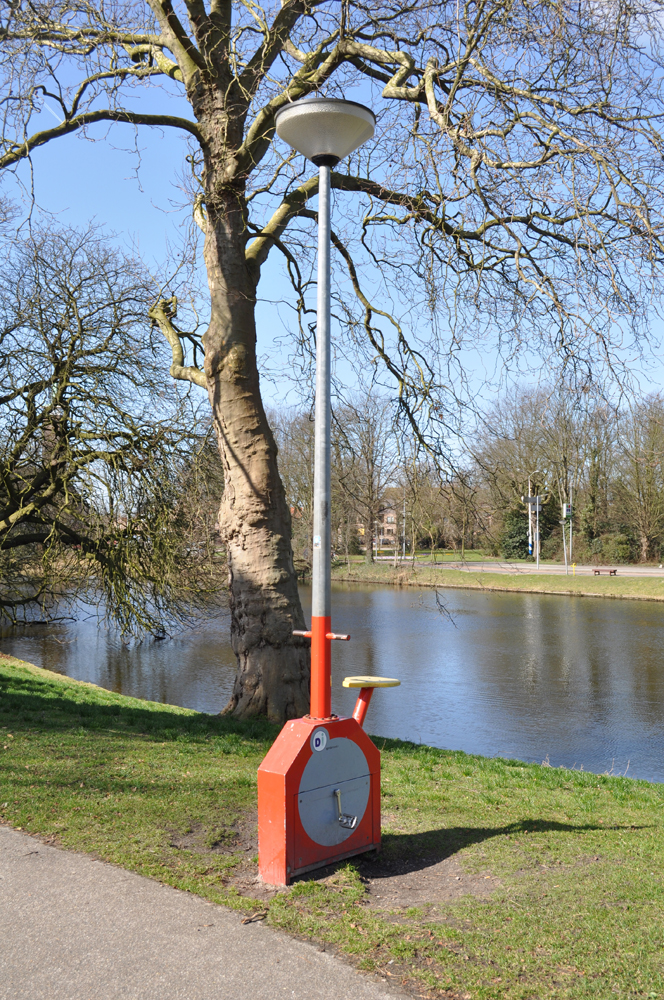
Lantaarnpaal Sander Rood Clarissenbolwerk Alkmaar
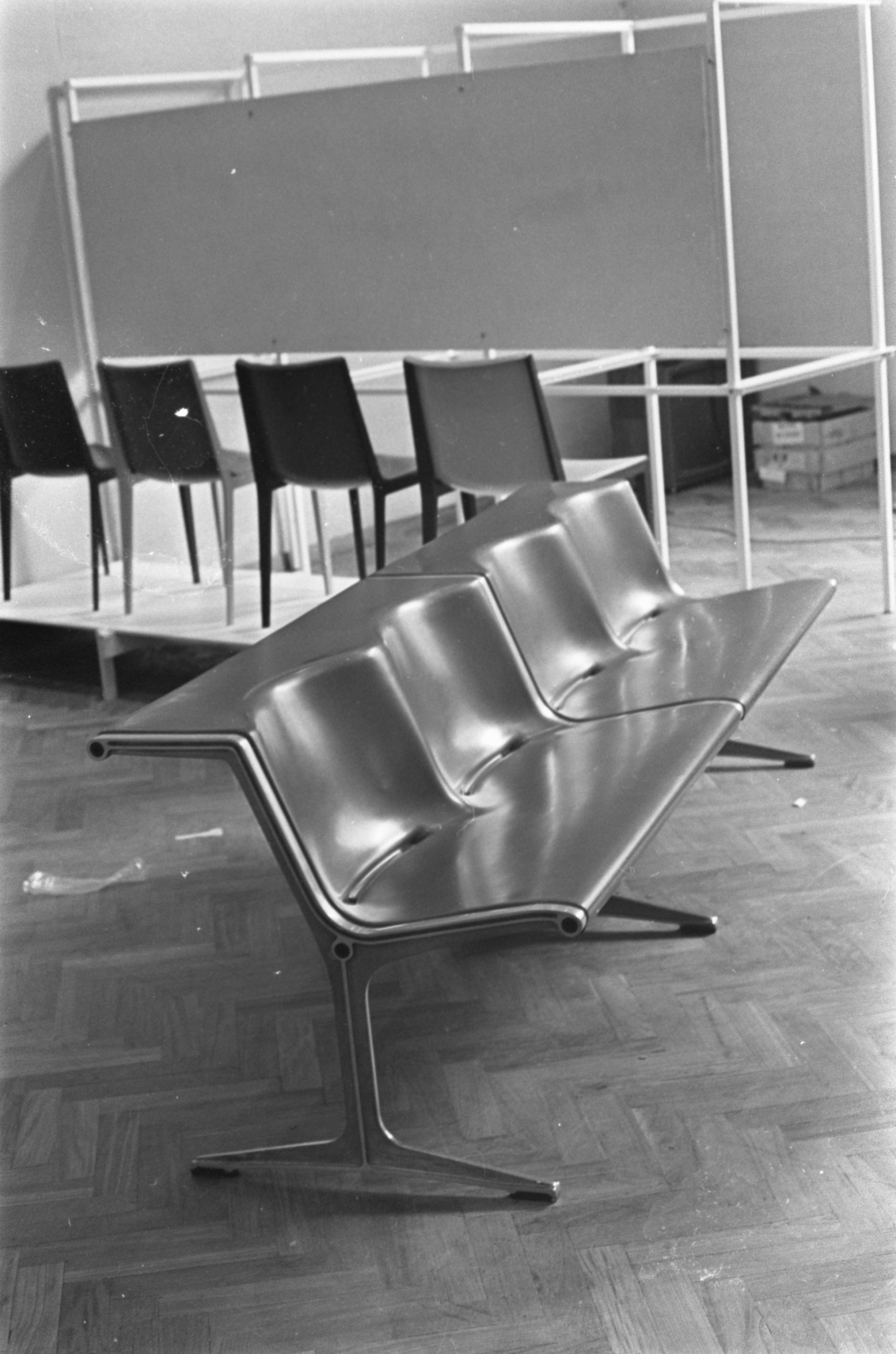
Polyesterbank

- Rijksmuseum Amsterdam
- Werke von Friso Kramer im Museum Boijmans Van Beuningen, Rotterdam
- Werke Friso Kramer in der Collectie online Stedelijk Museum Amsterdam
- Werke von Friso Kramer im Vitra Design Museum, Weil am Rhein
- Bröhan Design Foundation, Berlin
- Musée des Arts décoratifs, Paris